# ALL MY LOVE/YOU ARE THE REASON
「ALL MY LOVE/YOU ARE THE REASON」(オール マイ ラブ/ユー アー ザ リーズン)は、2011年12月28日に発売されたYELLOW FRIED CHICKENzの通算2枚目のシングル。

## 概要
- YELLOW FRIED CHICKENzでは初となる両A面シングル。
- DVD付きの初回限定盤と通常盤の2形態で発売された。

## 収録曲

### CD
1. ALL MY LOVE (.jp)
「musicる TV」1月度オープニングテーマ。
2. YOU ARE THE REASON (.eu)
「kissmark」CMタイアップ曲。
PVの制作はされていない。
3. ALL MY LOVE (.jp) (minus G)
4. ALL MY LOVE (.jp) (minus J)
5. ALL MY LOVE (.jp) (minus G & J)
6. YOU ARE THE REASON (.eu) (minus G)
7. YOU ARE THE REASON (.eu) (minus J)
8. YOU ARE THE REASON (.eu) (minus G & J)

### 初回限定盤DVD
1. ALL MY LOVE (.jp) -MUSIC CLIP-

## 収録アルバム
オリジナルアルバム
- YELLOW FRIED CHICKENz I (#1、#2)